# 바티팔리아
바티팔리아(이탈리아어: Battipaglia)는 이탈리아 캄파니아주 살레르노도에 위치한 코무네다.